# Петниста бударица
Петнистата бударица, наричана още кух зъб (Galeopsis tetrahit), е тревисто многогодишно растение от семейство Устноцветни (Lamiaceae). Разпространено е по сухи тревисти, каменливи места и като плевел из посевите.
Стеблата са четириръбести, покрити с меки, прости и жлезисти власинки, високи до 40 cm. Листата са срещуположни, долните – с яйцевидна, а горните – с широколанцетна форма, едроназъбени с по 3-7 зъбеца от двете страни на периферията. Цветовете са розови с червеникави петна от вътрешната страна, 2-3 пъти по-дълги от чашката, разположени по два в пазвите на листата сред множество ресничести прицветници. Плодовете са сухи, разпадливи, съдържат 4 сплеснати орехчета. Растението цъфти през лятото. Като билка се използва и жълтата бударица – G. ladanum L.